# Skrewdriver
Skrewdriver foi uma banda formada por Ian Stuart Donaldson em Poulton-le-Fylde, Inglaterra, em 1976. Começando como uma banda apolítica e não racista do gênero punk rock, Skrewdriver se tornou uma das bandas mais proeminentes de rock neo-nazi do mundo. A formação original da banda se dividiu em 1979 e então foi reformulada por Donaldson com diferentes músicos em 1982. A nova versão da banda liderou fortemente o movimento Rock Against Communism (RAC).

## História
Ian Stuart tinha uma banda que tocava covers do Tumbling Dice, então a banda cover se tornou o Skrewdriver. Em primeira vista a banda era de Punk Rock e mais tarde eles mudaram para um visual mais Skinhead. Em 1978, Ian se mudou para Manchester, onde ele recrutou o guitarrista Glenn Jones, o baterista Martin Smith e o baixista Kevin MacKay. Com esta formação a banda fez muitas tours e conquistaram muitos seguidores, mas vários locais estavam relutantes em contratar a banda para shows, pois o Skrewdriver tinha a fama de ser uma banda skinhead violenta. O cantor Suggs da banda Madness foi roadie do grupo durante 1978. 
Tocando extensivamente para uma platéia skinhead em sua maioria, as primeiras versões da banda acabaram lançando um álbum e dois singles através da gravadora Chiswick Records. Com o tempo a banda adotou influências rocker/biker e lançaram o EP Built Up Knocked Down em 1979.
Ian Stuart ressucitou o nome Skrewdriver em 1982 com a nova formação. Apesar da banda ter fama de violenta (uma vez o cantor da banda Boomtown Rats, Bob Geldof, relatou que foi agredido por um amigo de Ian, que acreditava que o som do Skrewdriver havia sido sabotado por ele) eles não defendiam abertamente nenhum tipo de ideologia política ou organização. 

Alguns ex-membros da banda foram contra a nova ideologia que Ian Stuart deu para a banda. Roger Armstrong da gravadora Chiswick Records disse uma vez: 
"É uma pena que o nome da banda tenha sido arrastado para a sarjeta desta forma. Os outros três caras da banda também ficaram chateados. Grinny, o baterista, veio do norte socialista. Quando eles gravaram para nós, Ian não mostrou nenhum sinal de fascismo. A imagem era de uma banda Skinhead - talvez um pouco mal compreendida - coisa de modismo."
Mais tarde, Grinny disse que não tinha problemas com a nova banda e depois ele se tornou um membro da organização neo-nazista National Front com Ian Stuart. Grinny morreu de câncer em junho de 2005.

A nova ideologia e formação do Skrewdriver fez com que eles começassem a receber suporte de grupos raciais brancos de extrema-direita, após um longo período em que a publicidade não quis dar suporte para a banda. Com a ajuda dos mesmos lançaram o single White Power em 1983 e o seu segundo álbum, Hail the New Dawn, em 1984. Apesar das bandas Skrewdriver e Sham 69 terem tido fãs skinheads e racistas, a banda Sham 69 denunciou que havia racismo no grupo e começaram a tocar em eventos de rock contra o preconceito racial. Ian Stuart eventualmente se alinhou com a ideologia neo-nazista afirmando em suas palavras:
"Eu me descreveria como um nacional-socialista britânico, não um alemão, e por isso não acho que estou em desacordo com os patriotas britânicos."
Mais tarde a banda se associou com a organização neo-nazista National Front e o Partido Nacional Britânico, arrecadando fundos para estes e outros grupos através do selo White Noise. Eles realizaram gravações também através do selo Rock-O-Rama, conhecido por apoiar bandas de extrema-direita.
Ian Stuart Donaldson e Nicky Crane foram responsáveis por fundar a famosa organização neo-nazista de militância branca chamada Blood & Honour (Sangue e Honra), em 1987, para qual a banda fazia instrumentais para a promoção musical via-internet da mesma. 
Em 24 de setembro de 1993, Ian Stuart Donaldson morre em decorrência de um acidente de carro aos 36 anos de idade. Com sua morte a banda encerrou as atividades, causando grande comoção e impacto na cena White Power do mundo. 
Algumas pessoas próximas de Ian Stuart dizem que sua morte foi uma conspiração e que o serviço de inteligência israelense Mossad está por trás do acidente.

## Membros

### Formação original
- Ian Stuart Donaldson - Vocais, guitarra
- Phil Walmsley - Guitarra
- Ron Hartley - Guitarra
- Kev McKay - Baixo
- John "Grinny" Grinton - Bateria

### Outros membros
- Paul Swain
- Mark Radcliffe
- Murray (Ohms) Holmes
- Adam Douglas

## Discografia

### Álbuns de estúdio
- All Skrewed Up (1977) (Chiswick)
- Hail the New Dawn (1984) (Rock-O-Rama)
- Blood & Honour (1985) (Rock-O-Rama)
- White Rider (1987) (Rock-O-Rama)
- After the Fire (1988) (Rock-O-Rama)
- Warlord (1989) (Rock-O-Rama)
- The Strong Survive (1990) (Rock-O-Rama)
- Freedom What Freedom (1992) (Rock-O-Rama)
- Hail Victory (1994) (Asgard Records - Rock-O-Rama)

### EP's
- Back with a Bang /I Don't Like You (1982) (SKREW1)
- Boots & Braces (1987) (Rock-O-Rama)
- Voice of Britain (1987) (Rock-O-Rama)

### Singles
- "You're So Dumb" / "Better Off Crazy" (1977) (Chiswick)
- "Antisocial" / "Breakdown" (1977) (Chiswick)
- "Street Fight" / "Unbeliever" (1977) (Chiswick)
- "Built Up, Knocked Down" / "Case of Pride" / "Breakout" (1979) (TJM)
- "White Power" / "Smash the IRA" / "Shove the Dove" (1983) (White Noise)
- "Voice of Britain" / "Sick Society" (1984) (White Noise)
- "Invasion" / "On the Streets" (1984) (Rock-O-Rama)
- "After the Fire" / "Sweet Home Alabama" (1988) (Street Rock'n'Roll)
- "Land of Ice" / "Retaliate" (1988) (Street Rock'n'Roll)
- "Their Kingdom Will Fall" / "Simple Man" (1989) (Street Rock'n'Roll)
- "The Evil Crept In" / "Glory" (1989) (Street Rock'n'Roll)
- "The Showdown" / "Deep Inside" (1990) (White Pride Records)
- "You're So Dumb" / "The Only One" (1990) (Street Rock'n'Roll)
- "Streetfight" / "Where's It Gonna End" (1990) (Street Rock'n'Roll)
- "Stand Proud" / "Backstabber" (1991) (Street Rock'n'Roll)
- "Warzone" / "Shining Down" (1991) (Street Rock'n'Roll)

### Álbuns ao vivo
- Live Marquee (1977)
- We've Got the Power (1987) (Viking)
- Live and Kicking (1991) (Rock-O-Rama) (double album)
- Live at Waterloo (1995) (ISD/White Terror)
- This One's for the Skinheads
- The Last Gig in Germany (1996)

### Rádio
- Peel Session (1977) (BBC Radio 1)

### Músicas em compilações
- "Government Action" on Catch a Wave (1978)
- "You're So Dumb" on Long Shots, Dead Certs and Odds On Favorites (Chiswick Chartbusters Vol.2) (1978)
- "When the Boat Comes In" on This Is White Noise (1983)
- "Boots & Braces" and "Antisocial" on United Skins (1982)
- "Don't Let Them" and "Tearing Down the Wall" on No Surrender (1985)
- "Land of Ice", "Free Men" and "The New Boss" on Gods Of War 1 (1987)
- "Rising" and "We Can't Be Beaten" on Gods of War 2 (1989)
- "Antisocial" on The Ugly Truth About Blackpool (2005)
- "Night Trains" on Ballads of Blood and Honor (?)

## Video games
A banda RaHoWa's fez um cover da música "When The Boat Comes In" do Skrewdriver. A música faz parte do menu do jogo supremacista Ethnic Cleansing.